# Toro (stacja kolejowa)
Toro (hiszp. Estación de Toro) – stacja kolejowa w miejscowości Toro, w prowincji Zamora, we wspólnocie autonomicznej Kastylia i León, w Hiszpanii. Jest obsługiwana przez pociągi Media Distancia (średniego zasięgu) Renfe.

## Położenie
Znajduje się na 57,357 km linii Medina del Campo – Zamora, na wysokości 651 m n.p.m., między stacjami Nava del Rey i Zamora.

## Historia
Stacja została otwarta w maju 1864 wraz z uruchomieniem odcinka Toro – Navas del Rey] linii Medina del Campo – Zamora. Jej uruchomienie powierzono Compañía de Medina del Campo a Zamora, która szybko stała się częścią Compañía del Ferrocarril de Medina a Zamora y de Orense a Vigo (MZOV). W 1928 roku, ze względu na poważne problemy gospodarcze firm, wszystkie kompanie zostały zgrupowane w Compañía Nacional de los Ferrocarriles del Oeste. W 1941 stała się częścią RENFE.
Od 31 grudnia 2004 Renfe Operadora obsługuje linie kolejowe, a Adif jest właścicielem obiektów kolejowych.

## Linie kolejowe
- Medina del Campo – Zamora

## Połączenia
| Linia MD | Pociągi | Z/Do                    |  | Do/Z               |
| 18       | MD      | Valladolid Campo Grande |  | Puebla de Sanabria |